# Eurogroupe
Pour les articles homonymes, voir Eurogroupe (homonymie).
- États membres de la zone euro : 20 pays (Allemagne, Autriche, Belgique, Chypre, Croatie, Espagne, Estonie, Finlande, France, Grèce, Irlande, Italie, Lettonie, Lituanie, Luxembourg, Malte, Pays-Bas, Portugal, Slovaquie, Slovénie)
- Micro-États non membres de l'UE utilisant l'euro avec l'accord de l'UE : 4 pays (Andorre, Monaco, Saint-Marin et Vatican)
- États non membres de l'UE qui ont adopté l'euro unilatéralement : 2 pays (Kosovo et Monténégro)
- États membres de l'Union européenne (UE) qui ont rejoint le MCE II : 1 pays (Bulgarie)
- État membre de l'UE faisant partie du MCE II mais qui est exempté de l'obligation de rejoindre la zone euro (Danemark).
- États membres de l'UE qui ont l'obligation  de rejoindre la zone euro : 5 pays (Hongrie, Pologne, Roumanie, Suède et Tchéquie)

L’Eurogroupe est la réunion mensuelle et informelle des ministres des Finances des États membres de la zone euro, en vue d'y coordonner leurs politiques économiques. Créé par le Conseil européen de décembre 1997, l'Eurogroupe rassemble les ministres de l'Économie et des Finances des pays de la zone euro lors de réunions préliminaires au Conseil des ministres des Finances européens (Conseil ECOFIN) qui se tient mensuellement.

## Historique
L'Eurogroupe a été créé en 1997, à la suite de la mise en place de l'Union économique et monétaire (UEM) et à l'établissement d'un ensemble de politiques communes à tous les États membres de l'UE visant à rapprocher leurs économies au sein du marché unique européen. La première réunion s'est tenue le 4 juin 1998 au château de Senningen au Luxembourg et l'Eurogroupe a peu à peu acquis une plus grande importance en matière de politique monétaire commune car les 20 ministres des Finances de la zone euro sont les seuls à pouvoir prendre des décisions en la matière ; les représentants des États membres qui ne font pas partie de la zone euro ne votent pas sur les dossiers concernant l'euro. 
Le traité sur le fonctionnement de l'Union européenne (TFUE), reformé en 2009 dans l'article 137 traité de Lisbonne, établit officiellement le nom d'« Eurogroupe » et confirme sa nature « informelle ».

## Fonctionnement

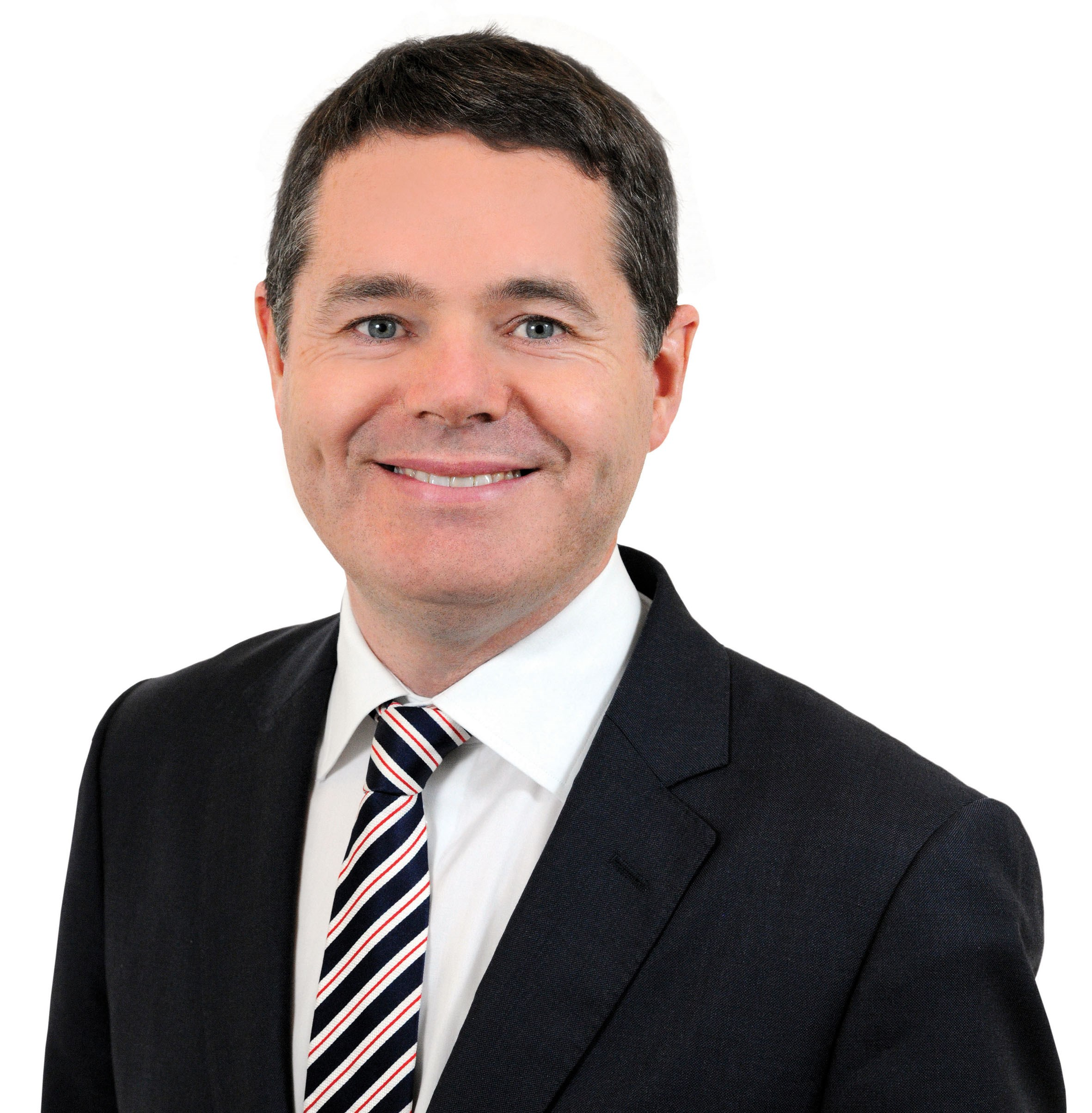
Paschal Donohoe, actuel président de l'Eurogroupe.

Les membres de l'Eurogroupe sont les ministres de l'Économie et des Finances des pays de la zone euro, auxquels s'ajoutent le président de la BCE et un représentant de la Commission européenne. Les réunions ont lieu une fois par mois, la veille des réunions du Conseil ECOFIN. Des réunions exceptionnelles de l'Eurogroupe peuvent aussi avoir lieu occasionnellement, sur convocation de son président.

### Président
Jusqu'en 2005, l'Eurogroupe était présidé par le ministre dont l'État membre présidait l'UE ou, si cet État ne faisait pas partie de la zone euro, par le ministre de l'État assurant la présidence suivante du Conseil. Au Conseil ECOFIN informel de Schéveningue (11 septembre 2004), les ministres des Finances ont décidé d'introduire le principe d'une présidence stable de l'Eurogroupe pour une période de deux ans et demi reconductible.
Jeroen Dijsselbloem, ministre des Finances des Pays-Bas, a été élu le 21 janvier 2013 2e président de l'Eurogroupe,, succédant à Jean-Claude Juncker. Il est réélu le 13 juillet 2015 et le 13 janvier 2018, c'est Mário Centeno qui lui succède. Le 9 juillet 2020, Paschal Donohoe est élu à la présidence de l'Eurogroupe. 
| Nom | Nom             | Parti politique européen | Pays d'origine | Prise de fonction ministérielle | Passation de fonction ministérielle | Élection à la présidence | Durée du mandat |
| --- | --------------- | ------------------------ | -------------- | ------------------------------- | ----------------------------------- | ------------------------ | --------------- |
|     | Paschal Donohoe | Parti populaire européen | Irlande        | 14 juin 2017                    |                                     | 9 juillet 2020           |                 |

### Membres
| Membre | Membre               | État membre | Parti politique                                                                          | Membre depuis     |
| ------ | -------------------- | ----------- | ---------------------------------------------------------------------------------------- | ----------------- |
|        | Christian Linder     | Allemagne   | Parti populaire européen National : Parti libéral-démocrate                              | 8 décembre 2021   |
|        | Magnus Brunner       | Autriche    | Parti populaire européen National : Parti populaire autrichien                           | 6 décembre 2021   |
|        | Vincent Van Peteghem | Belgique    | Parti populaire européen National : CD&V                                                 | 1er octobre 2020  |
|        | Marko Primorac       | Croatie     | Parti populaire européen National : Union démocratique croate                            | 1er janvier 2023  |
|        | Makis Keravnos       | Chypre      | Parti populaire européen National : Rassemblement démocrate                              | 28 février 2023   |
|        | María Jesús Montero  | Espagne     | Parti socialiste européen                                                                | 29 Décembre 2023  |
|        | Mart Võrklaev        | Estonie     | Renew Europe National : Parti de la réforme d'Estonie                                    | 29 avril 2019     |
|        | Annika Saarikko      | Finlande    | Alliance des libéraux et des démocrates pour l'Europe National : Parti du centre         | 27 mai 2021       |
|        | Antoine Armand       | France      | Indépendant National : La République en marche                                           | 21 Septembre 2024 |
|        | Chrístos Staïkoúras  | Grèce       | Parti populaire européen National : Nouvelle Démocratie                                  | 9 juillet 2019    |
|        | Michael McGrath      | Irlande     | Alliance des libéraux et des démocrates pour l'Europe National : Parti du centre         | 17 décembre 2022  |
|        | Giancarlo Giorgetti  | Italie      | Identité et démocratie National : Ligue du Nord                                          | 22 octobre 2022   |
|        | Arvils Ašeradens     | Lettonie    | Parti populaire européen National : Unité                                                | 14 décembre 2022  |
|        | Gintarė Skaistė      | Lituanie    | Parti populaire européen National : Union de la patrie - Chrétiens-démocrates lituaniens | 11 décembre 2020  |
|        | Yuriko Backes        | Luxembourg  | Alliance des libéraux et des démocrates pour l'Europe Proposé par le Parti démocratique  | 5 janvier 2022    |
|        | Clyde Caruana        | Malte       | Parti socialiste européen National : Parti travailliste                                  | 22 novembre 2020  |
|        | Sigrid Kaag          | Pays-Bas    | Alliance des libéraux et des démocrates pour l'Europe National : Démocrates 66           | 10 janvier 2022   |
|        | Fernando Medina      | Portugal    | Parti socialiste européen Proposé par le Parti socialiste                                | 15 juin 2020      |
|        | Eduard Heger         | Slovaquie   | Parti populaire européen National : Démocrates                                           | 11 septembre 2020 |
|        | Klemen Boštjančič    | Slovénie    | Indépendant                                                                              | 15 mai 2023       |

### Missions
L'Eurogroupe a essentiellement pour mission de faciliter la concertation des États membres participant à la zone euro :
- en matière de conjoncture ;
- dans les relations entre le Conseil et la BCE ;
- en vue de préparer les positions communes de la zone euro sur la scène extérieure ;
- dans la coordination des politiques budgétaires.

Ces missions ont été élargies depuis la présidence française (Conseil européen de Nice) :
- à la concertation en matière d'emploi ;
- aux questions structurelles.

Le président de l'Eurogroupe a des missions particulières, il peut assister, sans droit de vote, aux réunions du Conseil des gouverneurs de la Banque centrale européenne. Mais surtout, il représente les ministres des Finances de la zone euro auprès d'organismes internationaux comme le G7, le FMI et la Banque mondiale.

## Coordination des politiques monétaires

### Organisationad hoccréée par le Conseil européen en 1997
L'Eurogroupe n'est pas une institution communautaire. Après la mise en place de l'Union économique et monétaire (UEM), les pays de la future zone euro éprouvent le besoin de se retrouver pour évoquer les sujets relatifs à l'euro, sans nécessairement se réunir dans le cadre du traditionnel ECOFIN, qui regroupe les ministres de l'ensemble des États membres (EM). 
Ainsi, à la fin de la seconde phase qualificative pour l'entrée dans l'euro, le Conseil européen d'Amsterdam (juin 1997) crée l'Eurogroupe. Cette nouvelle organisation est décrite, 6 mois plus tard, dans les conclusions du Conseil européen de Luxembourg (12-13 décembre 1997) : 
« (…) Les ministres des États participant à la zone euro peuvent se réunir entre eux de façon informelle pour discuter de questions liées aux responsabilités spécifiques qu'ils partagent en matière de monnaie unique. La Commission ainsi que, le cas échéant, la Banque centrale européenne sont invitées à participer aux réunions. Chaque fois que des questions d'intérêt commun sont concernées, elles sont discutées par les ministres de tous les États membres. […] ».

### Institutionnalisation informelle progressive
Cette organisation informelle n'a même pas de nom lors de sa création. Ce n'est que trois ans plus tard qu'elle prend officiellement la désignation d'« Eurogroupe », au sein des conclusions de la présidence du Conseil de Nice (7-9 décembre 2000).
Cependant, l'importance que revêt l'UEM pour les États membres de la zone euro les pousse à développer cette structure informelle. L'Eurogroupe devient peu à peu une formation réduite (mais toujours informelle) de l'ECOFIN, qui se réunit généralement la veille des sessions de l'ECOFIN. Au cours de ces réunions informelles, les États membres de la zone euro préparent donc les réunions du conseil, qui reste l'organe de décision en matière économique et monétaire, selon les procédures définies par le Traité de Nice.
Cependant, lorsque le Conseil ECOFIN examine des dossiers relatifs à l'euro et à l'UEM, les représentants des États membres qui ne font pas partie de la zone euro ne participent pas au vote au sein du Conseil. Ainsi, les États membres participant à l'Eurogroupe sont seuls décideurs au sein du Conseil ECOFIN pour les questions attenants à la monnaie unique. Si la réalité institutionnelle conserve l'intégralité de la procédure décisionnelle pour le conseil, la pratique européenne en matière monétaire fait, au niveau ministériel, de l'Eurogroupe son organe de décision de facto. Il s'agit d'une institutionnalisation informelle.
L'Eurogroupe, dix-huit ans après sa création, n'est ainsi qu'un cadre de réunion toujours dépourvu de véritable existence juridique (et donc a fortiori de règles statutaires démocratiques) au sein de l'Union européenne, mais son rôle est désormais majeur concernant le traitement des affaires et crises financières ou monétaires des dix-neuf États membres ayant adopté comme monnaie l'Euro (Eurozone).

### Institutionnalisation
L'existence de l'Eurogroupe est inscrite à l'article 137 du traité sur le fonctionnement de l'Union européenne : « Les modalités des réunions entre ministres des États membres dont la monnaie est l'euro sont fixées par le protocole sur l'Eurogroupe. » et dans le protocole additionnel no 3 sur l'Eurogroupe. Bien que mentionné dans le traité sur le fonctionnement de l'Union européenne, il reste une instance de concertation informelle (article 1 du protocole no 3 : « Les ministres des États membres dont la monnaie est l'euro se réunissent entre eux de façon informelle »). Le traité ne modifie pas le fonctionnement de l'Eurogroupe, ni ses missions.
Au sein du Conseil ECOFIN, qui reste l'instance décisionnaire, le traité précise les procédures de vote spécifiques : seuls les États membres dont la monnaie est l'euro pourront voter lorsque les mesures concerneront les États membres de la zone euro, en matière de politique budgétaire et économique (article III-194) ainsi que pour la définition d'une représentation unifiée au sein des institutions et forums internationaux (article III-196). Sur ce dernier point, le Conseil devra statuer après consultation de la BCE.

### Rôle de concertation
L'Eurogroupe reste une instance informelle, car son développement se heurte à la résistance des États membres hors zone euro (Royaume-Uni en tête jusqu'à sa sortie de l'Union Européenne en 2020), qui ne désirent pas être écartés du processus de décision au sein du Conseil ECOFIN. Même au sein du protocole annexé au projet de Constitution, l'Eurogroupe n'a donc pas de compétence spécifique.
Par ailleurs, la représentation de la zone euro dans les organisations internationales, notamment au FMI, se heurte à la dispersion des compétences internes, entre BCE, Eurogroupe et Commission.
Enfin, les économies de la zone euro présentent des différences structurelles depuis l'adoption de la monnaie unique, en termes de taux de croissance, de taux d'inflation, et donc de taux d'intérêt réel. Ces différences sont suivies avec précision (et parfois inquiétude) par la BCE et elles affectent la pertinence d'une politique monétaire commune. Ainsi, il n'est pas de trop d'une instance de concertation, même informelle, pour que la zone euro adopte une vraie politique concertée et harmonisée en matière budgétaire, fiscale, et dans le domaine du marché du travail. 
Cependant, l'Eurogroupe, dans sa conception actuelle, n'a pas la compétence institutionnelle pour influencer la politique monétaire, qui reste la compétence exclusive de la BCE, selon les règles définies par le traité, malgré les critiques épisodiques des gouvernements nationaux.

### Décisions
Le 10 mai 2010, l'Eurogroupe annonce la création d'un ensemble de fonds de soutien (renommé ultérieurement Fonds européen de stabilité financière) capable de lever 750 milliards d'euros, placé sous la responsabilité de la Commission européenne.

## Sources